# Łowyń (stacja kolejowa)
Łowyń – stacja kolejowa na trasie linii kolejowej nr 373 (Międzychód-Zbąszyń), położona we wsi Łowyń w woj. wielkopolskim, w powiecie międzychodzkim, w gminie Międzychód. Obecnie stacja rzadko obsługuje ruch towarowy.